# Toyo Kogyo Soccer Club 1974
Questa voce raccoglie le informazioni riguardanti il Toyo Kogyo Soccer Club nelle competizioni ufficiali della stagione 1974

## Stagione
Ottenendo lo stesso numero di punti nel girone di andata e nel ritorno, il Toyo Kogyo giunse al sesto posto in campionato. In Coppa dell'Imperatore la squadra ottenne un miglior rendimento eliminando, nell'ordine, Tanabe Pharma e Hitachi per poi essere eliminato alle semifinali per mano dell'Eidai Sangyo.

## Rosa
| N. |                     | Ruolo | Calciatore      |
| -- | ------------------- | ----- | --------------- |
| 1  | Giappone (bandiera) | P     | Kōji Funamoto   |
| 2  | Giappone (bandiera) | D     | Junji Kawano    |
| 3  | Giappone (bandiera) |       | Takashi Okada   |
| 4  | Giappone (bandiera) | D     | Tsuyoshi Kotaki |
| 5  | Giappone (bandiera) | D     | Takeshi Ōno     |
| 6  | Giappone (bandiera) | C     | Teruo Nimura    |
| 7  | Giappone (bandiera) | D     | Nobuo Wamura    |
| 8  | Giappone (bandiera) |       | Hisashi Kikuchi |
| 9  | Giappone (bandiera) | C     | Aritatsu Ogi    |
| 10 | Giappone (bandiera) | C     | Toyoharu Takata |
| 11 | Giappone (bandiera) | C     | Hideo Ohara     |

| N. |                     | Ruolo | Calciatore         |
| -- | ------------------- | ----- | ------------------ |
| 13 | Giappone (bandiera) |       | Tomoaki Iwamatsu   |
| 15 | Giappone (bandiera) | C     | Teruhiro Miyazaki  |
| 16 | Giappone (bandiera) | C     | Teruyuki Horiguchi |
| 17 | Giappone (bandiera) |       | Eiji Oshima        |
| 19 | Giappone (bandiera) |       | Hirokazu Hisatsu   |
| 20 | Giappone (bandiera) |       | Masami Namura      |
| 21 | Giappone (bandiera) | D     | Haruo Kotaki       |
| 22 | Giappone (bandiera) |       | Katsuaki Togashi   |
| 24 | Giappone (bandiera) | A     | Shinichi Yasuhara  |
| 25 | Giappone (bandiera) | A     | Toru Kamibashi     |
| 27 | Giappone (bandiera) | P     | Yohei Ando         |

## Statistiche

### Statistiche di squadra
| Competizione          | Punti | Totale | Totale | Totale | Totale | Totale | Totale | DR |
| Competizione          | Punti | G      | V      | N      | P      | Gf     | Gs     | DR |
| --------------------- | ----- | ------ | ------ | ------ | ------ | ------ | ------ | -- |
| JSL Division 1        | 18    | 18     | 6      | 6      | 6      | 20     | 25     | -5 |
| Coppa dell'Imperatore | -     | 3      | 2      | 0      | 1      | 4      | 3      | +1 |
| Totale                |       | 21     | 8      | 6      | 7      | 24     | 28     | -4 |